# Choragini
Tribu
Les Choragini forment une tribu de coléoptères de la famille des Anthribidae.

## Liste des genres
Selon ITIS:
- genre Choragus Kirby, 1819
- genre Euxenulus Valentine, 1960
- genre Euxenus LeConte, 1876
- genre Pseudochoragus Petri, 1912